# Udea zernyi
Udea zernyi là một loài bướm đêm trong họ Crambidae.